# Parafia św. Pawła Apostoła w Las Vegas
Parafia św. Pawła – prawosławna parafia w Las Vegas, w diecezji Zachodu Kościoła Prawosławnego w Ameryce.
Inicjatorem powstania parafii należącej do Kościoła Prawosławnego w Ameryce był archimandryta Mikołaj (Soraich), późniejszy biskup Alaski. W momencie jej powstawania w mieście istniały już trzy etniczne placówki duszpasterskie – grecka św. Jana Chrzciciela, serbska św. Symeona oraz św. Michała Archanioła należąca do Patriarchatu Antiocheńskiego. W zamyśle twórcy kolejna parafia miała być placówką anglojęzyczną i wielonarodowościową. Pierwsza liturgia w niej została odprawiona 13 listopada 1988.
W początkowym etapie swojego istnienia parafia nie posiadała cerkwi. W celu odprawiania nabożeństw wynajmowane były różne pomieszczenia. W 1990 wspólnota wykupiła działkę budowlaną, na której w pięć lat później wyświęcono wolno stojącą świątynię.
Podstawowym językiem liturgicznym parafii pozostaje język angielski. Wśród wiernych są przedstawiciele wielu narodowości: Rosjanie, Ukraińcy, Rumuni, Serbowie, Erytrejczycy, Gruzini, Bułgarzy, Chińczycy i Amerykanie, w tym liczni konwertyci. W 2002 parafia liczyła 175 rodzin.